# Rudolf-Harbig-Stadion
Il DDV-Stadion (conosciuto anche come Rudolf-Harbig-Stadion, tra il 1951 e il 1971 e tra il 1990 e il 2010, come Dynamo Stadion tra il 1971 e il 1990 e ancora Glücksgas-Stadion) è uno stadio calcistico della città di Dresda in Germania.
L'impianto ospita gli incontri interni della Dinamo Dresda e ha ospitato altre manifestazioni sportive o calcistiche come il mondiale di calcio femminile Under-20 nel 2010 e il mondiale di calcio femminile del 2011. Ampiamente conosciuto come Rudolf-Harbig-Stadion, dal 2015 l'impianto ha assunto la denominazione di DDV-Stadion, per via del contratto di sponsorizzazione con la DDV, società editrice del Sächsische Zeitung, principale quotidiano della Sassonia.

## Storia

### Le origini: l'Ilgen-Kampfbahn
Lo stadio è sorto su un'area di Dresda dedicata fin dal 1874 allo svolgimento di discipline sportive ma solo il 21 dicembre 1922 fu posta la prima pietra per la costruzione dell'impianto. I lavori furono affidati all'architetto Hermann Ilgen e ultimati il 16 maggio 1923. Questo impianto aveva una capacità di 24.000 spettatori, era dotato di pista d'atletica e ospitò le gare interne del Dresdensia Dresden. Nel 1937 lo stadio fu rinominato Ilgen-Kampfbahn. L'impianto sportivo fu chiuso al pubblico nel 1944 a causa della seconda guerra mondiale e distrutto nel 1945 durante il bombardamento di Dresda.

### Il Rudolf-Harbig-Stadion
Nell'immediato dopoguerra la SV Dynamo (l'organizzazione sportiva degli apparati militari della Germania Est) ordinò la ricostruzione dell'impianto che fu terminata il 23 settembre 1951. Lo stadio fu intitolato a Rudolf Harbig, atleta nato a Dresda capace di conquistare due ori agli europei di atletica leggera e un bronzo ai Giochi olimpici. Dal 1953 divenne la casa della neonata Dinamo Dresda. Nel 1971 lo stadio fu rinominato Dynamo-Stadion poiché la figura di Harbig non era compatibile con gli ideali atletici e sportivi dei dirigenti della DDR. Questo stadio era provvisto di una pista d'atletica ma non disponeva di una copertura perciò nell'estate del 1969 furono innalzati quattro riflettori in acciaio, alti 62 metri e composti di tre gambe ed un lungo collo e per questo soprannominati Giraffen (giraffe). Nel 1979 fu installato il primo tabellone elettronico mentre nel 1980 la capienza fu portata a 38.500 spettatori. Con la caduta del muro di Berlino e la riunificazione tedesca, lo stadio fu ristrutturato per rispondere agli standard imposti dalla FIFA e dalla DFB. Nel 1992 lo stadio è passato sotto il controllo del comune di Dresda a causa della difficile situazione economica della Dinamo Dresda. Nel 2007 il comune ha deciso l'edificazione del nuovo stadio.

### Nasce il nuovo stadio
La demolizione del vecchio impianto è iniziata il 19 novembre 2007 mentre il nuovo Rudolf-Harbig-Stadion è stato inaugurato ufficialmente il 15 settembre 2009 con l'amichevole contro lo Schalke 04, persa dalla Dinamo Dresda per 2-1. Dal 10 dicembre 2010 lo stadio ha assunto la denominazione di Glücksgas Stadion
. Nel 2010 ha ospitato il mondiale di calcio femminile Under-20 e nel 2011 il mondiale di calcio femminile. Dal 2015 l'impianto ha assunto la denominazione di DDV-Stadion, per via del contratto di sponsorizzazione con la DDV, società editrice del Sächsische Zeitung, principale quotidiano della Sassonia.
Il record di presenze sugli spalti fu registrato il 24 settembre 1979 per la partita di Coppa UEFA contro lo Stoccarda terminata col punteggio 1-1, a questa gara assistettero 44000 persone.

## Settori e capienza
Lo stadio si compone di 20 blocchi indicati con le lettere da A a T, a loro volta suddivisi in blocchi più piccoli. Dal blocco D1 al D4 è presente Sparkassen-Familienblock, un settore sponsorizzato dalla Ostsächsische Sparkasse Dresden e riservato alle famiglie e ai non fumatori. Il blocco K è costituito da gradinate ed ospita la tifoseria della Dinamo Dresda, in questo settore sono presenti 9.055 posti in piedi degli 11.055 posti in piedi totali. Nella tribuna est sono presenti 18 sky box, la tribuna VIP e la tribuna stampa.

## Incontri internazionali

### Coppa del Mondo femminile Under 20 2010
| Dresda 20 luglio 2010, ore 11:30 | Costa Rica | 0 – 3 referto | Colombia | Rudolf-Harbig-Stadion\| Arbitro: \| Dorcioman \| |
| Arbitro:                         | Dorcioman  |               |          |                                                  |

| Dresda 20 luglio 2010, ore 14:30 | Nuova Zelanda | 1 – 4 referto | Brasile | Rudolf-Harbig-Stadion\| Arbitro: \| Damkova \| |
| Arbitro:                         | Damkova       |               |         |                                                |

| Dresda 14 luglio 2010, ore 18:00 | Stati Uniti | 1 – 1 referto | Ghana | Rudolf-Harbig-Stadion\| Arbitro: \| Damkova \| |
| Arbitro:                         | Damkova     |               |       |                                                |

| Dresda 14 luglio 2010, ore 15:00 | Svizzera | 0 – 4 referto | Corea del Sud | Rudolf-Harbig-Stadion\| Arbitro: \| Reyes \| |
| Arbitro:                         | Reyes    |               |               |                                              |

| Dresda 17 luglio 2010, ore 18:00 | Stati Uniti | 5 – 0 referto | Svizzera | Rudolf-Harbig-Stadion\| Arbitro: \| Fukano \| |
| Arbitro:                         | Fukano      |               |          |                                               |

| Dresda 17 luglio 2010, ore 15:00 | Ghana    | 2 – 4 referto | Corea del Sud | Rudolf-Harbig-Stadion\| Arbitro: \| Pedersen \| |
| Arbitro:                         | Pedersen |               |               |                                                 |

| Dresda 25 luglio 2010, ore 18:30 | Messico | 1 – 3 referto | Corea del Sud | Rudolf-Harbig-Stadion\| Arbitro: \| Damkova \| |
| Arbitro:                         | Damkova |               |               |                                                |

### Coppa del Mondo femminile 2011
| Arbitro: | Finau Vulivuli |

|  |           |             |
|  | Marcatori | 84’ Nkwocha |

| Arbitro: | Therese Neguel |

|               |           |                         |
| Gregorius 18’ | Marcatori | 63’ J. Scott 81’ Clarke |

| Arbitro: | Bibiana Steinhaus |

|                        |           |  |
| Cheney 54’ Buehler 76’ | Marcatori |  |

| Arbitro: | Jacqui Melksham |

|                                   |                      |                                    |
| Marta 68’, 92’ (rig.)             | Marcatori            | 2’ (aut.) Daiane 120+2’ Wambach    |
| Cristiane Marta Daiane Francielle | Tiri di rigore 3 – 5 | Boxx Lloyd Wambach Rapinoe Krieger |

### Amichevoli internazionali
| Dresda 14 ottobre 1962 | Germania Est | 3 – 2 | Romania | Rudolf-Harbig-Stadion (30.000 spett.) |

| Dresda 11 novembre 1970 | Germania Est | 1 – 0 | Paesi Bassi | Rudolf-Harbig-Stadion (35.000 spett.) |

| Dresda 7 ottobre 1972 | Germania Est | 5 – 0 | Finlandia | Rudolf-Harbig-Stadion (16.000 spett.) |

| Dresda 27 marzo 1974 | Germania Est | 1 – 0 | Cecoslovacchia | Rudolf-Harbig-Stadion (13.000 spett.) |

| Dresda 17 novembre 1976 | Germania Est | 1 – 1 | Turchia | Rudolf-Harbig-Stadion (18.000 spett.) |

| Dresda 23 febbraio 1983 | Germania Est | 2 – 1 | Grecia | Rudolf-Harbig-Stadion (8.000 spett.) |

| Dresda 22 marzo 1989 | Germania Est | 1 – 1 | Finlandia | Rudolf-Harbig-Stadion (14.000 spett.) |